# Kevin Strijbos
Kevin Strijbos, né le 13 août 1985 à Geel, est un pilote de motocross belge.
Ayant fait ses débuts sur le circuit mondial en 2000, il devient pilote officiel Suzuki grâce à l'appui du pilote français Mickaël Pichon. Il participe grandement au développement de la nouvelle 450 cm3 quatre temps et remporte son premier grand prix en République tchèque en 2005. Essuyant tant bien que mal de multiples blessures, il se voit confier le guidon de la Suzuki officielle du team Geboers lors de la fin de saison 2011 en raison de la blessure de son top pilote Steve Ramon. 

## Palmarès
- 2004 : termine 5e du mondial à l'âge de 19 ans avec 457 points.
- 2005 : termine 16e du mondial à l'âge de 20 ans cause de nombreuses blessures au cours de cette saison mais gagne quand même son premier grand prix en République tchèque avec seulement 43 points
- 2006 : termine 2e du mondial à l'âge de 21 ans avec 210 point de retard sur Stefan Everts
- 2007 : termine 2e du mondial à l'âge de 22 ans juste derrière Steve Ramon
- 2008 : termine 24e du championnat du monde MX1 sur Kawasaki. Cette saison est marquée par de nombreux résultats blancs causées par des blessures.
- 2009 : termine 19e du championnat du monde MX1 sur Honda marquant 94 points au total. Saison de nouvelle fois marquée par l'impasse sur plusieurs manches dues à des blessures.
- 2010 : termine 13e du mondial MX1 sur Suzuki.
- 2016 : remporte le Grand prix de Belgique à Lommel.